# Martina Thiele
Martina Thiele (* 1967) ist eine deutsche Medien- und Kommunikationswissenschaftlerin. Sie ist Professorin für Medienwissenschaft an der Eberhard-Karls-Universität Tübingen.

## Ausbildung und akademische Laufbahn
Nach dem Abitur am Max-Planck-Gymnasium in Göttingen studierte Thiele an der Georg-August-Universität Göttingen Slawische Philologie, Publizistik- und Kommunikationswissenschaft sowie Politikwissenschaft und Germanistik. Sie war wissenschaftliche Mitarbeiterin am Göttinger Institut für Publizistik- und Kommunikationswissenschaft, das im Jahr 2000 in das Zentrum für Interdisziplinäre Medienwissenschaft integriert wurde. Ihre Dissertation verfasste sie zum Thema „Publizistische Kontroversen über den Holocaust im Film“ (2001, Lit-Verlag, 2. Aufl. 2007).
Nach der Promotion (Dr. disc. pol., Sozialwissenschaftliche Fakultät) wechselte sie an das Institut für Journalistik der Technischen Universität Dortmund, arbeitete als wissenschaftliche Mitarbeiterin im DFG-Schwerpunktprogramm „Lesesozialisation bei Informationsmedien“ und für das „media consulting team“. Ab 2003 war Thiele am Fachbereich Kommunikationswissenschaft der Paris-Lodron-Universität Salzburg tätig, Abteilung Kommunikationstheorien und Öffentlichkeiten, hat von 2005 bis 2006 eine Professur für Allgemeine Kommunikationswissenschaft in Göttingen vertreten, war von 2009 bis 2010 Fellow am Hanse-Wissenschaftskolleg.
Gemeinsam mit Kollegen unterschiedlicher Fakultäten der Paris-Lodron-Universität beantragte Thiele 2016 die Doctorate School geschlecht_transkulturell, deren Sprecherin sie bis 2020 war. Von 2010 bis 2020 war Thiele Mitglied und von 2015 bis 2020 Vorsitzende/stellvertretende Vorsitzende des Interdisziplinären Expert*innenrates Gender Studies.
Neben Gender Media Studies zählen Kommunikations- und Öffentlichkeitstheorien, Mediensysteme und -geschichte sowie Stereotypen- und Vorurteilsforschung zu den Schwerpunkten in Forschung und Lehre. Thiele habilitierte sich 2013 mit der Studie „Medien und Stereotype. Konturen eines Forschungsfeldes“ und erhielt 2014 die Venia legendi für Kommunikations- und Medienwissenschaft.
Im Auftrag der ORF-Medienforschung und ORF-Gleichstellungskommission führen Thiele und Kollegen regelmäßig Studien zu Geschlechterkonstruktionen in ausgewählten ORF-Programmen durch. Martina Thiele ist Mitherausgeberin der auf Deutsch und Englisch erscheinenden Fachzeitschrift Journalistik/Journalism Research, im Beirat von Medien & Zeit und „Global Media Journal“ sowie als Gutachterin zahlreicher Fachpublikationen tätig. Martina Thiele war von 2007 bis 2011 Sprecherin der Fachgruppe Medien, Öffentlichkeit, Geschlecht in der Deutschen Gesellschaft für Publizistik- und Kommunikationswissenschaft (DGPuK), von 2015 bis 2020 im Beirat der Uni 55 PLUS und Mitglied des Geronto-Forschungsnetzwerkes.

## Jury-Tätigkeit
- Marie Andessner Jury, 2016 – 2020
- DGPuK-Theoriepreis Jury 2019 – 2021
- Hans Bausch Mediapreis, seit 2021
- Digitale Bildung Award, seit 2021

## Veröffentlichungen (Auswahl)

### Monografien und Editionen
- geschlecht_transkulturell. Aktuelle Forschungsperspektiven. Hrsg. von Eva Hausbacher/Liesa Herbst/Julia Ostwald/Martina Thiele. Wiesbaden: Springer/VS, 2020.
- Kommunikationswissenschaftliche Gender Studies. Zur Aktualität kritischer Gesellschaftsanalyse. Hrsg. von Ricarda Drüeke/Elisabeth Klaus/Martina Thiele/Julia Goldmann. Bielefeld: transcript, 2018.
- Medien und Stereotype. Konturen eines Forschungsfeldes. Bielefeld: transcript, 2015.
- Zwischen Gegebenem und Möglichem. Kritische Perspektiven auf Medien und Kommunikation. Festschrift für Elisabeth Klaus. Hrsg. von Ricarda Drüeke/Susanne Kirchhoff/Thomas Steinmaurer/Martina Thiele. Bielefeld: transcript, 2015.
- Medien, Öffentlichkeit und Geschlecht in Bewegung: Forschungsperspektiven der kommunikations- und medienwissenschaftlichen Geschlechterforschung. Hrsg. von Tanja Maier/Martina Thiele/Christine Linke. Bielefeld: transcript, 2012.
- Medien – Krieg – Geschlecht. Affirmationen und Irritationen sozialer Ordnungen. Hrsg. von Martina Thiele/Tanja Thomas/Fabian Virchow. Wiesbaden: VS, 2010.
- Publizistische Kontroversen über den Holocaust im Film. 2. akt. Auflage. Berlin: Lit-Verlag, 2007 (2001).
- Konkurrenz der Wirklichkeiten. Hrsg. von Martina Thiele. Göttingen: Universitätsverlag, 2005.

### Aufsätze
- Der Ball und die Welt. Perspektiven der Gender Media Studies und Transkulturalitätsforschung. In: geschlecht_transkulturell. Aktuelle Forschungsperspektiven. Hrsg. von Eva Hausbacher/Liesa Herbst/Julia Ostwald/Martina Thiele. Wiesbaden: Springer/VS, 2020, S. 37–55.
- Intersektionalität und Kommunikationsforschung: Impulse für kritische Medienanalysen. In: Feministische Theorie und kritische Medienkulturanalyse. Ausgangspunkte und Perspektiven. Hrsg. von Tanja Thomas/Ulla Wischermann. Bielefeld: transcript, 2020, S. 163–177.
- Stereotyp und Ideologie. Marginalisierung kritischer Forschung in der Kommunikationswissenschaft. In: Ideologie, Kritik, Öffentlichkeit. Verhandlungen des Netzwerks Kritische Kommunikationswissenschaft. Hrsg. von Uwe Krüger/Sebastian Sevignani. Universität Leipzig, S. 290–319. Open-Access-Publikation. DOI:10.36730/ideologiekritik.2019.0
- Life paths and careers. Female academics in communication science and the post-war reconstruction generation. In: New Histories of Communication Study. Hrsg. von Peter Simonson/David W. Park. New York, London: Routledge, 2016, S. 130–150.

## Links
- Webseite von Martina Thiele an der Eberhard-Karls-Universität Tübingen